# غاز-24

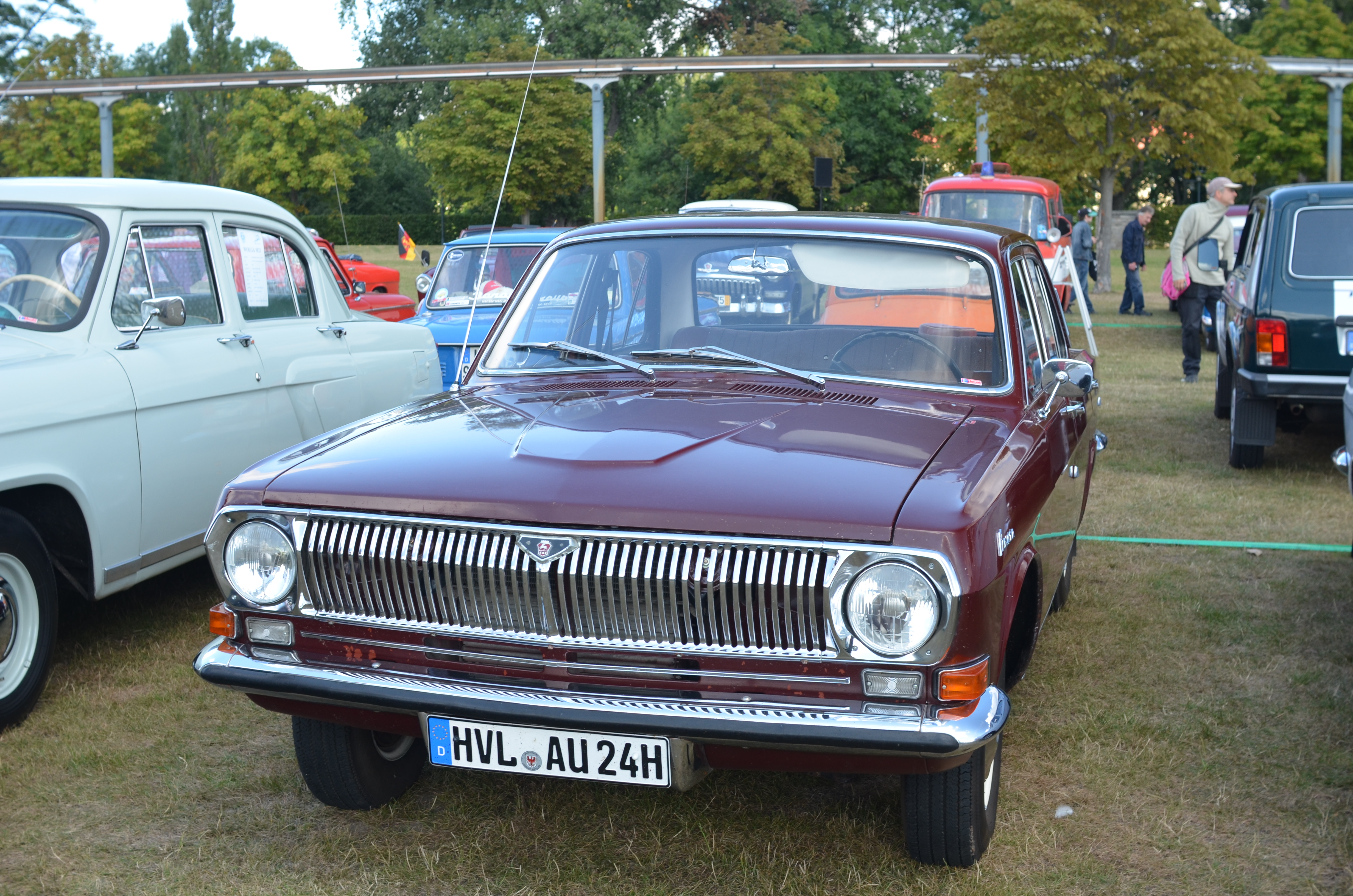
غاز-24

فولغا غاز 24 أو غاز-24 (الروسية: ГАЗ-24) والاسم الدولي للمركبة (بالإنجليزية: Volga GAZ-24) وتنطق وولغا أو فولها، هي سيارة من جيل سيارات فولغا، عمل مصنع غوركي للسيارات على تصنيع السيارة في عهد الاتحاد السوفيتي من عقد 1970 حتى توقفت عن تصنيع المركبة نهائياً عقب انهيار الاتحاد السوفيتي عام 1992.

## وصلات خارجية
- DL24's site in English
- DL24's site in Russian
- Owner of Volga cars in the USA نسخة محفوظة 5 نوفمبر 2009 على موقع واي باك مشين.
- Scaldia Volga M24D in English